# Andrew Grove
Andrew Stephen Grove, rodným jménem András István Gróf, (2. září 1936 Budapešť Maďarsko – 21. března 2016 Los Altos, Kalifornie) byl americký podnikatel, inženýr a spisovatel maďarského původu. Z komunisty ovládaného Maďarska utekl ve věku 20 let a po ukončení vzdělání se stal jedním z průkopníků polovodičové technologie. Jako ředitel firmy Intel dovedl svou společnost k pozici předního světové výrobce polovodičů. Roku 2000 u něho byla diagnostikována Parkinsonova nemoc a Grove věnoval peníze několika nadacím, které podporují výzkum léčby této choroby.